# 大仙寺 (小平市)
大仙寺（だいせんじ）は、東京都小平市にある日蓮宗の寺院。

## 歴史
1595年（文禄4年）、正善院日堂によって開山された。元々は江戸八丁堀（現・東京都中央区八丁堀）に位置していた。
その後、1644年（正保元年）に江戸浅草八軒寺町（現・東京都台東区寿）に移転した。
しかし1945年（昭和20年）の東京大空襲で焼失してしまったため、1948年（昭和23年）に現在地に移転した。
境内には、浮世絵師の歌川国芳の墓がある。

## 交通アクセス
- 路線バス情報通信研究機構前停留所より徒歩4分。